# Angolo di campo

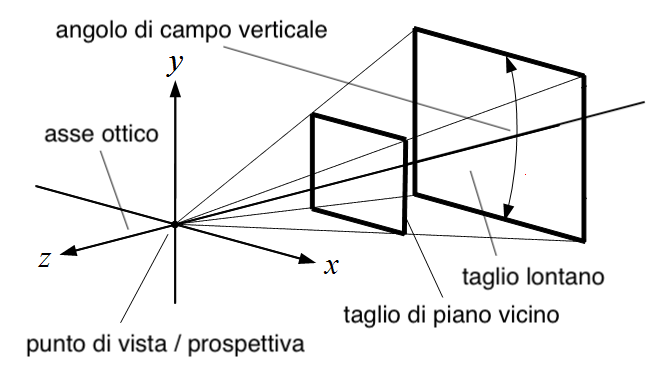
Angolo di campo

L'angolo di campo, in ambito cinematografico e fotografico, indica l'estensione angolare dello spazio ripreso dall'obiettivo e proiettato sul fotogramma (superficie fotosensibile, come sensori, pellicole, ecc). A parità di dimensioni del fotogramma, è la lunghezza focale a determinare l'estensione angolare della ripresa, ma in modo inverso: minore è la lunghezza focale e più ampio sarà l'angolo di campo ripreso (e viceversa). Per questo motivo, l'angolo di campo è un tipico dato di specifica tecnica degli obiettivi (sia fotografici che cinematografici), che sono generalmente progettati e costruiti per una particolare dimensione del fotogramma/sensore, in uso alle cineprese o alle fotocamere sulle quali poi verranno montati. A questo scopo, l'angolo può essere dichiarato come ampiezza verticale, orizzontale e/o diagonale; dove l'angolo diagonale è però quello più indicato (se l'unico) e più significativo dei tre, dal quale si possono trovare gli altri due, conoscendo il rapporto d'aspetto del fotogramma.

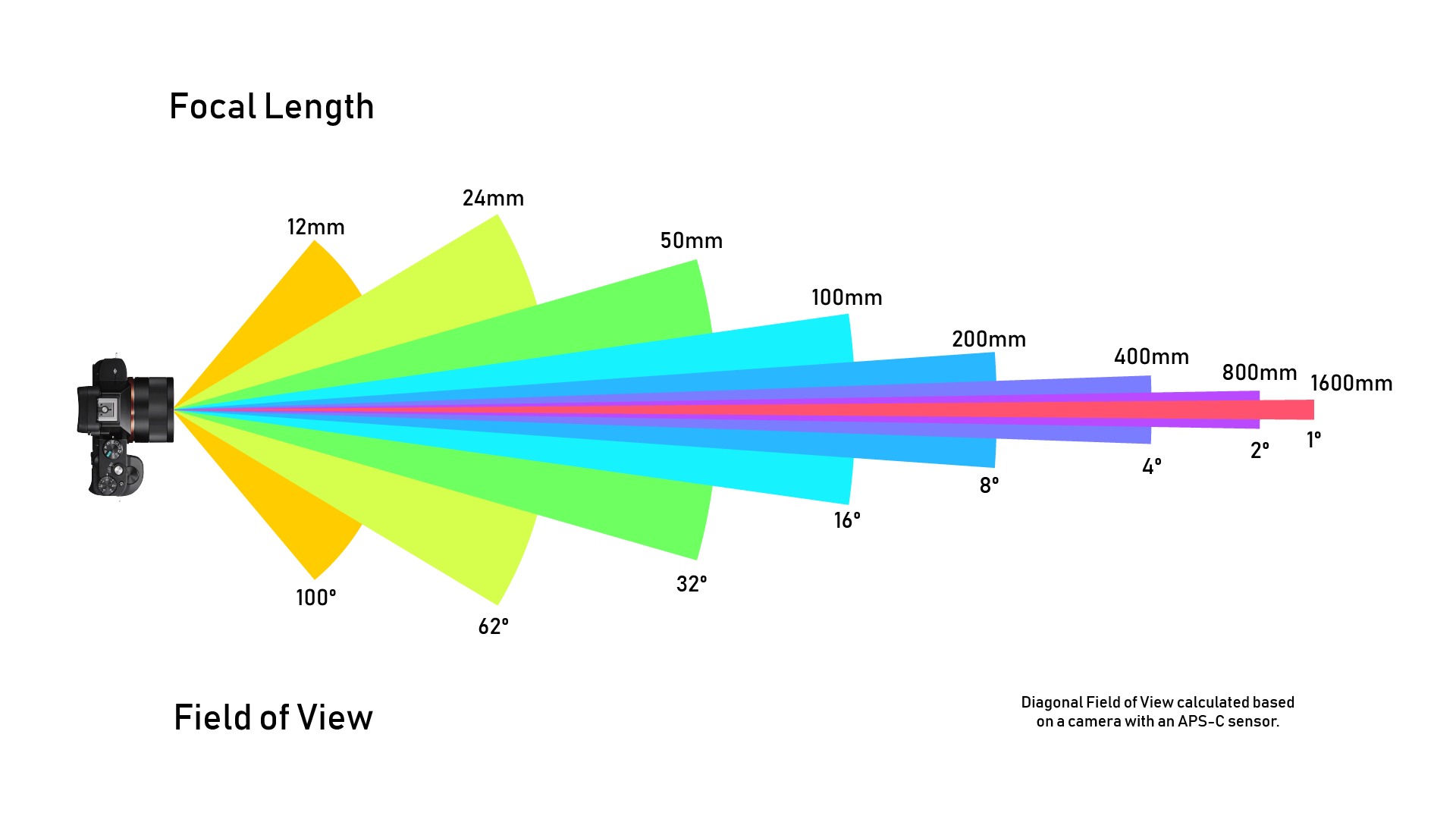
Angoli di ripresa su APS-C

Quando uno stesso obiettivo viene usato con fotogrammi/sensori di dimensioni diverse da quelle per cui era stato progettato, genera angoli di campo differenti (esempio nell'immagine a fianco); così, in ambito fotografico si utilizza spesso l'espressione "focale equivalente", proprio per descrivere lo stesso angolo di campo ripreso, sui diversi formati di sensore (pratica che si è amplificata in ambito della fotografia digitale, dal nuovo millennio).
L'angolo di campo è un dato molto interessante in ambito cinematografico, utile per le varie inquadrature, ed è un dato analogo al campo visivo degli occhi o degli strumenti ottici per l'osservazione oculare (quali, binocoli, cannocchiali, telescopi, ecc).
L'angolo di campo dell'obiettivo, non deve mai essere confuso né inteso come il cerchio di copertura, che è indipendente dal fotogramma, in quanto è una caratteristica di progetto della lente stessa, e più correttamente rappresenta l'angolo di copertura massima di quello specifico obiettivo, indicando la dimensione diagonale massima dell'immagine sul piano sensore (seppur non sia quello il suo scopo).

## Generalità
Se la lunghezza focale è un dato nominale e relativo al potere diottrico dell'obiettivo, l'angolo di campo invece dipende essenzialmente dalle dimensioni del fotogramma (pellicola o sensore), le quali determinano almeno tre angoli di campo inquadrato: orizzontale, verticale e diagonale. 
Indipendentemente dal rapporto d'aspetto (1:1, 4:3, 3:2, 16:9, ecc), la misura diagonale equivale sempre alla misura del diametro della circonferenza che appunto circoscrive il fotogramma, ma per un uso pratico potrebbe essere più utile conoscere l'angolo di ripresa orizzontale del fotogramma e ad esempio, nel Cinema e in TV si utilizza anche la misura verticale, per vari motivi (ottiche anamorfiche, altezza dei soggetti, ecc).
Per calcolare i gradi dell'angolo di ripresa, rispetto ad una delle tre dimensioni conosciute del fotogramma (altezza, larghezza o diagonale), può essere utilizzata la trigonometria con la seguente formula semplice: 
Angolo di Campo  =  2 arcotangente (dimensione fotogramma / lunghezza focale / 2)
Dove "arcotangente" è la funzione trigonometrica per questa formula, dove "dimensione fotogramma" rappresenta la misura (in mm) di una delle tre dimensioni e dove "lunghezza focale" rappresenta la misura (in mm) della lunghezza focale dell'ottica

## Calcolo
Convenzionalmente si definisce, per un'ottica rettilinea (non fish-eye) di lunghezza focale f ed un supporto di registrazione di diagonale d, l'angolo (in gradi):
{\displaystyle \alpha _{d}=2\arctan {\frac {d}{2f}}}
Essendo una funzione trigonometrica, l'angolo di campo non varia linearmente con il reciproco della focale, ma comunque, per ottiche telescopiche (con angoli di campo inferiore a 5°) può essere approssimato in {\displaystyle \alpha \approx {\frac {d}{f}}}  radianti oppure {\displaystyle {\frac {180d}{\pi f}}} gradi.
La lunghezza focale va inoltre modificata nel caso in cui la distanza del soggetto sia confrontabile con la focale, ovvero in caso di macro o micro fotografia. In tal caso il fattore di ingrandimento va tenuto in conto
{\displaystyle f=F\cdot (1+m)}

### Esempio
Un obiettivo di lunghezza focale 90 mm, focalizzato all'infinito, usato su una fotocamera con sensore 24x36 mm (detto, formato Leica o anche full frame, o piccolo formato, tipico della pellicola 35 mm), produce i seguenti angoli di campo:
- {\displaystyle \alpha _{c}={\frac {360}{\pi }}\arctan {\frac {24}{2\times 90}}\approx 15,2^{\circ }} sul lato corto (24 mm);

- {\displaystyle \alpha _{l}={\frac {360}{\pi }}\arctan {\frac {36}{2\times 90}}\approx 22,6^{\circ }} sul lato lungo (36 mm);

- {\displaystyle \alpha _{d}={\frac {360}{\pi }}\arctan {\frac {43,3}{2\times 90}}\approx 27^{\circ }} sulla diagonale (43,3 mm).

Ma, mentre un Leitz Elmar 90 mm, progettato per il piccolo formato Leica, è considerato un "medio-tele" con angolo di campo diagonale di 27° sul fotogramma 24x36 mm, e con un cerchio di copertura di almeno 55 mm di diametro (~ 34°); uno Schneider 90 mm Super Angulon XL, che è un grandangolare progettato per sistemi a banco ottico di grande formato, fornisce invece un cerchio di copertura di 259 mm di diametro e dunque un angolo di campo max di 110° su un fotogramma adatto. Tuttavia, un'ottica come il Super Angulon potrebbe anche essere paradossalmente considerato un Teleobiettivo, se usato con sensori di tipo micro-quattro-terzi o 1", e diventare un medio-tele se usato su APS-C e 24x36 mm, oppure un'ottica Normale su 6x9 cm.

## Classificazione delle lenti
L'angolo di campo rispetto al formato per la classificazione delle lenti è un parametro relativo (o non assoluto) come invece è la lunghezza focale, e ai fini foto-cinematografici, in base alla diagonale si possono distinguere grossolanamente sette tipologie di obiettivi: 
- super tele, con angolo di campo da circa 1° e fino a 8°
- teleobiettivo, con angolo di campo fino a 25°
- medio tele, con angolo di campo fino a 50°
- normale, con angolo di campo fino a 60° (precisamente di 53°)
- grandangolare, con angolo di campo fino a 90°
- super grandangolare, con angolo di campo fino a 110°
- ultra grandangolare, con angolo di campo oltre 110°